# Isilkul
Huyện Isilkul (tiếng Nga: ? райо́н) là một huyện hành chính tự quản (raion), của Tỉnh Omsk, Nga. Huyện có diện tích 1 km², dân số thời điểm ngày 1 tháng 1 năm 2000 là 27400 người. Trung tâm của huyện đóng ở Isil'kul'.